# Lovosice (stacja kolejowa)
Lovosiceⓘ – stacja kolejowa w Lovosicach, w kraju usteckim, w Czechach. Jest główną stacją kolejową na terenie miasta, położoną na wschód od centrum. Znajduje się na wysokości 155 m n.p.m.
Na stacji istnieje możliwość zakupu biletów na wszystkiego rodzaju pociągi oraz rezerwacji miejsc. 

## Linie kolejowe
- 087 Lovosice - Česká Lípa
- 090 Kralupy nad Vltavou - Ústí nad Labem - Děčín
- 097 Lovosice - Teplice v Čechách
- 113 Lovosice - Most
- 114 Lovosice - Louny - Postoloprty